# 油小路事件
油小路事件（あぶらのこうじじけん）は、江戸時代末期（幕末）に起きた新選組と御陵衛士の抗争事件。新選組最後の内部抗争にあたる。御陵衛士の伊東甲子太郎、藤堂平助、服部武雄、毛内有之助が殺害された。

## 伊東甲子太郎の暗殺
慶応3年3月10日（1867年4月14日）、新選組を離脱し御陵衛士（高台寺党）を結成した伊東甲子太郎が、勤王倒幕運動に勤しみ薩摩藩と接していることを、新選組が間諜として潜り込ませていた斎藤一から聞き明らかとなった。
ただし、当時の伊東の書簡は対話を重んじるものばかりで、伊東自身も人を斬った記録が油小路事件以外にはなく、さらには近藤勇を暗殺しようとしたものがないため、近藤暗殺計画自体が存在しなかったとの説もある。
御陵衛士が江戸幕府と敵対していた長州藩に対して寛大な処分を主張する建白書を提出したことが、長州厳罰論を説く近藤勇を激怒させ、油小路事件につながったものといわれている。
同年11月18日（12月13日）、近藤勇は資金の用立て・国事の相談があるとの口実で七条の妾宅に伊東を招いて酒宴を張り泥酔させ、帰路に新選組隊士の大石鍬次郎ら複数名が震える手で待ち伏せて槍をもって何とか伊東を暗殺した。伊東は深手であったが一太刀敵に浴びせ、「奸賊ばら」と叫んで、本光寺前で絶命したという。
出動隊士は17名から40～50名まで諸説あるが、出動した可能性のある隊士は、原田左之助、永倉新八、島田魁、大石鍬次郎、岸島芳太郎、横倉甚五郎、宮川信吉、松原幾太郎、相馬主計、三浦恒次郎、芝岡剛三、斎藤一ら。他の局長附も出動したと思われる。

## 御陵衛士の粛清
新選組は油小路七条の辻に伊東の遺骸を放置し、その周りに伏せ、遺体を引き取りにきた同志をまとめて粛清しようとした。遺骸を引き取りにきた同志は、藤堂平助・篠原泰之進・鈴木三樹三郎・服部武雄・毛内有之助・加納道之助・富山弥兵衛の7名であった。この待ち伏せによって、新選組結盟以来の生え抜き隊士で元八番隊組長を務めた藤堂平助のほかに、服部武雄・毛内有之助の3名が討死した。
偶然、現場を通りかかった桑名藩士・小山正武の談話（史談会速記録）によると、新選組隊士40～50名が御陵衛士7名を取り囲み、まず藤堂が討たれ、次に毛内が討たれ、最後に服部が奮戦したが及ばず討死したということである。
- 藤堂に関しては、近藤と試衛館以来の同志である永倉新八・原田左之助が逃がそうと試みたものの、近藤の心情を酌めなかった他の隊士に斬られた。
- 毛内有之助の遺体は五体バラバラで無惨だったらしい（『鳥取藩慶応丁卯筆記』）。
- 服部武雄は隊内でも相当な二刀流の使い手として鳴らしていたため、服部の孤軍奮闘は鬼気迫るものがあったという。民家を背にして激戦し、新選組にも多数の負傷者を出したが、最後は服部の大刀が折れたスキを狙って原田左之助が槍を繰り出し、一斉に斬りかかって絶命した。

鈴木・加納・富山は近藤・土方・沖田らの包囲を悠々とかわして逃げ延び、翌19日午前4時過ぎ、今出川薩摩藩邸にかくまわれた。その後、油小路から逃げ延びた篠原と、不在だった阿部・内海も今出川薩摩藩邸に合流し、その後、伏見薩摩藩邸に移された。
伊東らの遺体はしばらく放置してあったが、光縁寺に埋葬された。その後、慶応4年（1868年）2月、鈴木三樹三郎らによって泉涌寺塔頭戒光寺に改葬された。

## 後日譚
1か月後の12月18日、篠原ら御陵衛士の生き残りは伏見街道の民家に伏せ、二条城からの帰りの近藤勇を狙撃、右肩に重傷を負わせた。
事件直後、死体の判別が難しかったせいか、現場に落ちていた羽織から、篠原も戦死したと思われたらしい（『戊辰物語』）。
伊東ら4名の遺体は、慶応4年2月、鈴木三樹三郎らによって泉涌寺塔頭戒光寺に改葬された。この葬儀は大名にも珍しいほど盛大で、雨天の中、生き残りの衛士7名は騎乗、その他150人ほどが野辺送りをし、その費用は新政府参与の役所から出されたということである。
戊辰戦争時、劣勢となった近藤勇は流山で大久保大和（剛）と称して新政府軍に出頭したが、新政府軍に加わっていた元御陵衛士の加納鷲雄（道之助）らに正体を看破されて捕縛され、ついに斬首となった。